# The ABBA Generation Remix
The ABBA Generation Remix es el primer álbum de remezclas del grupo pop Sueco A-Teens. Una recopilación de los mejores remixes de sus sencillos lanzados con su primer álbum, The ABBA Generation.
Lanzado solo en Japón, incluye 12 temas remezclados y material gráfico exclusivo. Este álbum fue lanzado tras el éxito del primer disco en el país asiático.

## Lista de Canciones
| N.º   | Título                                                                     | Remixed by               | Duración |  |
| 1.    | «Dancing Queen» (Pierre J's Main Radio Mix)                                | Pierre J                 | 3:27     |  |
| 2.    | «Mamma Mia» (The Bold & the Beautiful Glamour Mix Edit)                    | The Bold & the Beautiful | 3:46     |  |
| 3.    | «Super Trouper» (W.I.P.)                                                   | Work in Progress         | 6:10     |  |
| 4.    | «Mamma Mia» (Giuseppe Remix)                                               | Giuseppe                 | 5:35     |  |
| 5.    | «Super Trouper» (The Bold & the Beautiful Glamour Mix)                     | The Bold & the Beautiful | 6:50     |  |
| 6.    | «Dancing Queen» (BTS Gold Edition Mix)                                     | BTS                      | 5:13     |  |
| 7.    | «Super Trouper» (Super Super Remix)                                        | Pierre J                 | 8:58     |  |
| 8.    | «Gimme! Gimme! Gimme! (A Man After Midnight)» (Earthbound Late Show Remix) | Earthbound               | 5:04     |  |
| 9.    | «Super Trouper» (Pinocchio Remix)                                          | Pinocchio                | 5:08     |  |
| 10.   | «Mamma Mia» (Trouser Enthusiasts' Undying Dub)                             | Trouser Enthusiasts      | 9:20     |  |
| 11.   | «Happy New Year» (Extended Version)                                        | BTS                      | 6:52     |  |
| 12.   | «A-Teens Medley» (Pierre J's Full Length Mix)                              | Pierre J                 | 8:19     |  |
| 72:42 |                                                                            |                          |          |  |